# Mike Hudson
Michael Hudson (né le 6 février 1967 à Guelph, dans la province de l'Ontario au Canada) est un joueur de hockey sur glace canadien.

## Carrière
L'attaquant commence sa carrière avec les Steelhawks de Hamilton et les Wolves de Sudbury en Ligue de hockey de l'Ontario. Il est choisi au repêchage d'entrée dans la LNH 1986 dans la 7e ronde à la 140e position par les Blackhawks de Chicago.
Après une saison avec les Hawks de Saginaw, un club-école en LIH, il fait ses premières apparitions à Chigago durant la saison 1988-1989 de la LNH et devient un joueur régulier. Au cours de la saison 1992-1993, il est transféré aux Oilers d'Edmonton où il ne joue que cinq matchs et part en fin de saison chez les Rangers de New York. Avec les Rangers, le Canadien remporte la Coupe Stanley en 1994. Il va cependant la saison suivante avec les Penguins de Pittsburgh. Il jouera après en LNH avec les Maple Leafs de Toronto, les Blues de Saint-Louis et les Coyotes de l'Arizona. Mais lors de la saison 1996-1997, il est relégué, ne joue que sept matchs en élite. En 416 matchs en LNH, l'attaquant a fait 49 buts et 87 passes, marquant 136 points.
Hudson prend la décision de continuer en Europe. Il vient en Allemagne et signe un contrat avec le Augsburger Panther pour la saison 1997-1998. À la fin, il rejoint les Adler Mannheim, avec qui il est double champion d'Allemagne et finit sa carrière à 32 ans.

## Palmarès
- 1994 : Coupe Stanley avec les Rangers de New York.
- 1998 : Champion d'Allemagne avec les Adler Mannheim.
- 1999 : Champion d'Allemagne avec les Adler Mannheim.